# Change in Form
Change in Form – piąty album grupy Aya RL, wydany w 1998 roku, nakładem wydawnictwa PolyGram Polska.

## Lista utworów
źródło:.
1. „Plussimo” – 3:56
2. „Change in Form” – 4:21
3. „Rain-Rain” – 6:07
4. „No Experiments” – 6:18
5. „Make You Fresh” – 3:55
6. „Peak Model” – 5:27
7. „N.S.G.” – 5:45
8. „Next Time” – 3:50
9. „Long Time Ago” – 4:55
10. „Emulation” – 3:58
11. „Compower” – 4:13
12. „Breath” – 5:12
13. „Kraftjoke” – 2:53

## Skład zespołu
źródło:.
- Igor Czerniawski – wszystkie instrumenty